# Panabo
Panabo (offiziell: City of Panabo; Cebuano: Dakbayan sa Panabo; Filipino: Lungsod ng Panabo) ist eine Stadt nahe der Stadt Davao City in der Provinz Davao del Norte in den Philippinen.

## Namensherkunft
Eine der ersten Volksgruppen in dem Gebiet des heutigen Panabos waren die Aetas, die aus dem Norden der Philippinen einwanderten und das Land für sich in Besitz nahmen. Ihre Waffen waren Pfeil und Bogen und sie nannten sie PANA-SA-BOBOY.
Als die ersten christlichen Siedler zu Beginn des 19. Jahrhunderts in der Gegend ankamen, musste sich die indigene Bevölkerung in das Hinterland zurückziehen.
Die Neuankömmlinge bauten in dem heutigen Stadtgebiet bald ein Handelszentrum auf, in dem die landwirtschaftlichen Erzeugnisse und Fischereiprodukte vertrieben und wichtige Wirtschaftsgüter zugekauft werden konnten. Diesen Ort bezeichnete man als PANABO-AN oder in Cebuano TABOAN, was mit dem Wort Handelszentrum übersetzt werden kann.
Später wurde nur noch die Bezeichnung PANABO verwendet, die sich schließlich als offizieller Name des Ortes etablierte.

## Geographie
Die Stadt Panabo ist ein Zugangspunkt für die Davao Provinzen in Mindanao. Sie liegt an der südwestlichen Spitze der Provinz Davao del Norte und ist umgeben im Nordosten und Nordwesten von der Gemeinde Carmen, im Westen von Davao City und sie grenzt im Südwesten an den Golf von Davao.
Sie ist 32 km entfernt vom Stadtzentrum Davao Citys und 28 km von der nordöstlich gelegenen Stadt Tagum. Durch ihre geographische Lage hat sie sich zu einem Handelsposten zwischen diesen beiden Städten entwickelt.
Panabo hat eine Gesamtfläche von 259,72 km², was ca. 7 % der Gesamtfläche der Provinz Davao del Norte ausmacht.

## Wirtschaft
Die Stadt lebt hauptsächlich von der Landwirtschaft. Die genutzte Agrarfläche nimmt 78,78 % des gesamten Stadtgebietes ein. Die Hauptnutzpflanzen sind Bananen, mit einem Anteil von 46,48 % und Kokosnuss mit 25,26 %. Daneben werden Weizen, Reis, Raimi, sowie eine Reihe weiterer Früchte und Gemüsearten angebaut.
Etwa 31,6 km² des Stadtgebietes wird für die Tierhaltung verwendet. Der größte Anteil nehmen Hühner, Schweine, Rinder, Ziegen, Carabaos und Enten ein.
An den Küstengebieten ist der Fischfang die Haupterwerbsquelle. In Fischzuchtanlagen werden im Brackwasser der Flussmündungen die Fischarten Milchfische, Katzenwelse und Tilapia gehalten.

## Baranggays
Panabo City ist politisch in 40 Barangays (Ortsteile) untergliedert.
| - A. O. Floirendo - Datu Abdul Dadia - Buenavista - Cacao - Cagangohan - Consolacion - Dapco - Gredu (Pob.) - J.P. Laurel - Kasilak - Katipunan - Katualan - Kauswagan - Kiotoy | - Little Panay - Lower Panaga (Roxas) - Mabunao - Maduao - Malativas - Manay - Nanyo - New Malaga (Dalisay) - New Malitbog - New Pandan (Pob.) - New Visayas - Quezon - Salvacion | - San Francisco (Pob.) - San Nicolas - San Roque - San Vicente - Santa Cruz - Santo Niño (Pob.) - Sindaton - Southern Davao - Tagpore - Tibungol - Upper Licanan - Waterfall - San Pedro |

## Geschichte
Lange bevor das reiche Tiefland von der Zivilisation entdeckt wurde, nahm eine Gruppe von Aborigines, Aetas genannt, das Land für sich in Besitz. Weit entfernt von anderen kulturelle Gruppen führten sie ein Nomadenleben in Koexistenz mit der Natur und den Tieren der Wildnis. Mit Hilfe von Pfeil und Bogen, PANA-SA-BOBOY, wie sie es nannten – jagten sie Wildschweine und sammelten Feldfrüchte.
Die Volksgruppe der Aetas waren nicht die einzigen Ureinwanderer des Gebietes. Sie kamen gemeinsam mit den Kalagans (heute als Davao Moslems bezeichnet) und den Angs, einer nichtmuslimischen und nichtchristlichen Volksgruppe.
Anfang des 19. Jahrhunderts war der Ort noch ein Baranggay (Ortsteil) von Mag-ugpo (heute Tagum). Die Unabhängigkeit der Ortschaft trat durch die Presidential Proclamation Nr. 236, unterzeichnet von Präsident Elpidio Quirino, im Jahre 1949 in Kraft, und gab Panabo den Status einer Verwaltungsgemeinde.
Im Jahre 1999 wurden die ersten Anstrengungen für die Wandlung von Panabo in eine Stadt unternommen. Sie mündeten in Republic Act Nr. 9015, der am 17. Oktober 2000 von Präsidentin Gloria Macapagal Arroyo unterzeichnet wurde und durch eine Volksabstimmung mit einer überwältigenden Zustimmung der Bevölkerung von 99 % Ja-Stimmen, am 31. März 2001 in Kraft trat.

## Sehenswürdigkeiten
- Das Gambriel Ressort und Restaurant im Baranggay San Francisco
- Das Aqualand Ressort im Baranggay San Vincente
- Der Freedom Park
- Das Maria Clara Ressort and Restaurant in San Petro